# Ошеть
Оше́ть (рос. Ошеть, марій. Ошет) — присілок у складі Сернурського району Марій Ел, Росія. Входить до складу Зашижемського сільського поселення.

## Населення
Населення — 8 осіб (2010; 8 у 2002).
Національний склад (станом на 2002 рік):
- росіяни — 87 %